# Maßbezugstemperatur
Als Maßbezugstemperatur wird die Temperatur bezeichnet, für die Maßangaben bei Längen-, Flächen- oder Volumenmaßen gelten. 

## Grundlagen
Prüf- und Messmittel, aber auch die Prüflinge verändern mit wechselnder Temperatur ihre Eigenschaften. Veränderliche Eigenschaften können unter anderem Längen und Volumina (Wärmeausdehnung), der elektrische Widerstand, die Härte oder die Zähigkeit sein. In der Längenmesstechnik ist vor allem die Wärmeausdehnung der einzelnen Komponenten von Bedeutung. So sind an Bügelmessschrauben oder Grenzlehren die Griffe aus isolierendem Kunststoff gefertigt, um den Einfluss der Körpertemperatur zu minimieren. Der Temperatureinfluss auf das Messergebnis und die Messunsicherheit reduziert sich, wenn das Messmittel und der Prüfling aus dem gleichen Werkstoff oder aus Werkstoffen mit dem gleichen Ausdehnungskoeffizienten bestehen. Die Einflüsse durch Abweichungen der Prüflings- und Messgerätetemperatur von der Referenztemperatur müssen abgeschätzt und abhängig von der jeweiligen Anforderung berücksichtigt werden.

## Normen und praktische Umsetzung
Um die Vergleichbarkeit von Längenmaßen zu gewährleisten, legt die Norm DIN EN ISO 1:2016-12 (als Nachfolgerin der Norm DIN EN ISO 1:2002-10) die Referenztemperatur für die geometrische Produktspezifikation und -prüfung auf 20 °C fest. Die Referenztemperatur gilt damit für die Angabe aller Längenmaße, in technischen Zeichnungen, sonstigen Spezifikationen und auch Messprotokollen.
Hieraus folgt nicht zwingend, dass bei 20 °C gemessen oder kalibriert (und in letzter Konsequenz auch gefertigt) werden muss. So heißt es etwa in der Prüfanweisung für Parallelendmaße VDI/VDE/DGQ 2618, Blatt 3.1 unter „2.5 Temperieren“: „Die Temperaturdifferenz zwischen Kalibriergegenstand und Normal ist zu beachten. Bei unterschiedlichen Werkstoffen sind zusätzlich die Differenz zur Bezugstemperatur und die Wärmeleitfähigkeiten zu berücksichtigen.“ Das Beiblatt 1 zur DIN EN ISO 1 vom Februar 2004 mit dem Titel „Systematische Abweichungen und Beiträge zur Messunsicherheit bei Längenmessungen aufgrund thermischer Einflüsse“ gibt hierzu Hinweise für den Fall, dass „die mittlere Temperatur nicht gleich der genormten Referenztemperatur ist, wobei die Mittelung über die Zeit und den Raum erfolgt“.
Um eine konstante Temperatur und Luftfeuchtigkeit zu gewährleisten, werden Messräume üblicherweise klimatisiert.